# Josef Müller (Maler, 1936)

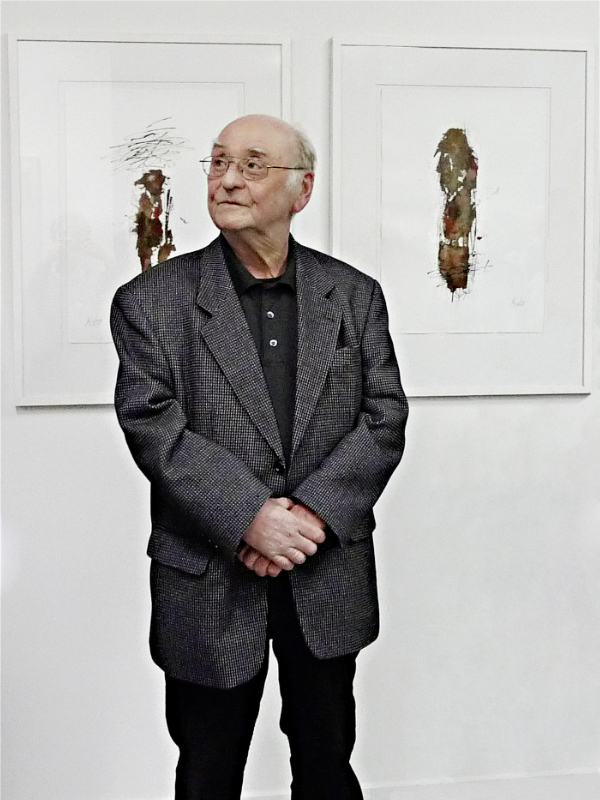
Josef Müller bei der Eröffnung seiner Ausstellung „REGARD EN ARRIÉRE“ im Künstler- und Atelierhaus der Stadt Duisburg, Goldstraße 15 anlässlich seines 80. Geburtstages.

Josef Müller (* 2. Februar 1936 in Duisburg; † 17. Juli 2021 ebenda) war ein deutscher Maler und Grafiker.

## Werdegang
Von 1954 bis 1957 wurde Josef Müller zum Schauwerbegestalter und Plakatmaler ausgebildet. Zeitgleich besuchte er in der Werkkunstschule Krefeld bei Laurens Goossens die Klasse „Dekorative Malerei“ (Wandmalerei) in der Abendschule.
1983 bezog Josef Müller ein Atelier im Künstler- und Atelierhaus der Stadt Duisburg, Goldstraße 15. 1999, 2002, 2003, 2005, 2008 und 2011 war Müller Gast der Cité Internationale des Arts Paris.
Von 1983 bis 1988 war Josef Müller zunächst Mitglied im Duisburger Künstlerbund. Indem er sich mehr und mehr von der Gegenständlichkeit befreite und sich zunehmend der abstrakten Malerei widmete, wechselte er 1989 zur Duisburger Sezession. Hier und im Verein der Düsseldorfer Künstler zur gegenseitigen Unterstützung sowie im Verein zur Veranstaltung von Kunstausstellungen e. V. blieb er bis zu seinem Tode Mitglied.

## Ausstellungen       (Auswahl)
- 2023: Galerie DU/ART, Duisburg, Duisburger Künstlerbund – 1997 Duisburger Sezession (Eine Ausstellung zum 100. Geburtstag des Duisburger Künstlerbundes)
- 2023: Stiftung Wilhelm Lehmbruck Museum, Zentrum internationaler Skulptur, „Ein Blick zurück. 100 Jahre Duisburger Künstlerbund“[1]
- 2022: Große Kunstausstellung NRW 2022 (DIE GROSSE), Düsseldorf[2]
- 2021: Galerie DU/ART, Duisburg, Josef Müller und Chinmayo – „in memoriam“[3]
- 2021: Künstler- und Atelierhaus der Stadt Duisburg, Goldstraße 15, Josef Müller (1936 – 2021) – Ohne Titel
- 2019: Galerie Rheinhausen der Stiftung Wilhelm Lehmbruck Museum, Duisburg, Duisburger Sezession – Impulse
- 2017: Galerie im DreiGiebelHaus, Xanten, Duisburger Sezession (Malerei, Grafik, Plastik) – SCHWARZ VIELLEICHT[4]
- 2016: Künstler- und Atelierhaus der Stadt Duisburg, Goldstraße 15, REGARD EN ARRIÉRE – Josef Müller zum 80. Geburtstag[5]
- 2016: Zentrum für Aus- und Fortbildung der Stadt Duisburg, Lüderitzallee 27, Josef Müller – Malerei
- 2014: Zentrum für Aus- und Fortbildung der Stadt Duisburg, Lüderitzallee 27, Malerei 2004 – 2014
- 2013: cubus kunsthalle, Duisburg, Duisburger Sezession
- 2011: Galerie Schürmann, Kamp-Lintfort, 18. Kunstschaufenster, Gruppenausstellung zum zehnjährigen Bestehen der Ausstellungsreihe
- 2011: Zentrum für Aus- und Fortbildung der Stadt Duisburg, Lüderitzallee 27, Josef Müller – Pariser Tagebuch 1999 – 2011
- 2009: Künstler- und Atelierhaus der Stadt Duisburg, Goldstraße 15, Annette Erkelenz • Josef Müller
- 2009: Stiftung Wilhelm Lehmbruck Museum, Zentrum internationaler Skulptur, Duisburg, XV. Ausstellung der Interessengemeinschaft Duisburger Künstler[6]
- 2008: Galerie Rheinhausen der Stiftung Wilhelm Lehmbruck Museum, Duisburg, Josef Müller und Holger Albertini – Arbeiten auf Papier
- 2007: Galerie Schürmann, Kamp-Lintfort, 10. Kunstschaufenster, Arbeiten von Josef Müller auf Papier und Leinwand[7]
- 2006: Galerie Rheinhausen der Stiftung Wilhelm Lehmbruck Museum, Duisburg, Josef Müller (Malerei) und Angelika Freitag (Malerei und Skulptur)
- 2006: Huntenkunst, Doetinchem – Niederlande (NL)
- 2006: Künstler- und Atelierhaus der Stadt Duisburg, Goldstraße 15, Josef Müller, Duisburg – Paris im Kontext (Arbeiten auf Papier)
- 2005: Galerie „DE BLAUWE ROOS“, Burum – Niederlande (NL), Einzelausstellung
- 2004: Museum Küppersmühle, Duisburg, Duisburg Art Aktuell
- 2003: Galerie „ARTE VIVA“, Kilchberg, Schweiz (CH), Einzelausstellung
- 2003: Zentrum für Aus- und Fortbildung der Stadt Duisburg, Lüderitzallee 27, Vis-á-vis, Bilder aus Paris, Angelika Freitag und Josef Müller
- 2002: Museum Küppersmühle, Duisburg, Duisburger Sezession und ihre Gäste aus Wuhan
- 2001: Künstler- und Atelierhaus der Stadt Duisburg, Goldstraße 15, Renate Krupp • Josef Müller
- 1999: Galerie Toennissen, Köln, Einzelausstellung
- 1998: Städt. Galerie Peschkenhaus, Moers, Arbeiten auf Papier
- 1996: Galerie „DE BLAUWE ROOS“, Burum – Niederlande (NL), Einzelausstellung
- 1995: Galerie „ARTE VIVA“, Kilchberg, Schweiz (CH), Einzelausstellung
- 1995: Ministerium für Bundes- und Europaangelegenheiten des Landes NRW, Bonn, Duisburger Sezession – Kunst aus NRW
- 1994: Huntenkunst, Doetinchem – Niederlande (NL)
- 1993: Künstler- und Atelierhaus der Stadt Duisburg, Goldstraße 15, Josef Müller (Einzelausstellung)
- 1993: M. Zilinskas-Art Gallery, Kaunas – Litauen (LT) (Duisburger Sezession)
- 1992: Stiftung Wilhelm Lehmbruck Museum, Zentrum internationaler Skulptur, Duisburg, Duisburger Sezession und ihre Gäste aus Győr, Lomé, Portsmouth, Vilnius, Wuhan
- 1991: Galerie 2a, Viersen
- 1991: Städtische Galerie, Györ – Ungarn (HU)
- 1990: Große Kunstausstellung NRW 1990 (DIE GROSSE), Düsseldorf
- 1988: Galerie Rheinhausen der Stiftung Wilhelm Lehmbruck Museum, Duisburg, Wolf D. Lipka (neue Malerei) und Josef Müller (neue Arbeiten auf Papier)
- 1983: Stiftung Wilhelm Lehmbruck Museum, Zentrum internationaler Skulptur, Duisburg, IV. Ausstellung der Interessengemeinschaft Duisburger Künstler

## Ausstellungskataloge (Auswahl)
- 2022: Die Grosse 2022 – Grosse Kunstausstellung NRW, Düsseldorf, Wir trauern um Josef Müller, Seite 28
- 2017: Duisburger Sezession – DreiGiebelHaus Xanten, Seite 12[8]
- 2013: Duisburger Sezession zu Gast im DreiGiebelHaus in Xanten, Seite 15, 22, 1/24 (Abbildung Umschlag)[9]
- 2010: Goldstraße 15, Seite 10, 32, 33, 35, 39 (Foto) und 57, ISBN 978-3-89279-669-5
- 2010: Duisburger Sezession – Cubus Kunsthalle 2010, Seite 24, 25 und 37[10]
- 2009: XV. Ausstellung der Interessengemeinschaft Duisburger Künstler 2009, Stiftung Wilhelm Lehmbruck Museum, Seite 106, 107
- 2007: 50 Jahre Duisburger Sezession, Seite 43 und 86[11]
- 2007: XIV. Ausstellung der IG-Duisburger Künstler 2007, Cubus Kunsthalle, Seite 58, 59
- 2007: Grosse Kunstausstellung Düsseldorf, NRW 2006/07, Abb. 50, ISSN 0931-0908
- 2006: Duisburger Sezession – Nachbarn, Stiftung Wilhelm Lehmbruck Museum, Duisburg, Seite 44 bis 47[12]
- 2005: Goldstraße 15, 25 Jahre Künstler- und Atelierhaus der Stadt Duisburg, Seite 9, 28 und 29, ISBN 3-89279-617-3
- 2004: Grosse Kunstausstellung Düsseldorf, NRW 2004, Abb. 99, ISSN 0931-0908
- 2003: Grosse Kunstausstellung Düsseldorf, NRW 2003, Abb. 191, ISSN 0931-0908
- 2002: FÜNFZEHN UND DREI, „Duisburger Sezession“ und ihre Gäste aus Wuhan (China), Seite 46 bis 49 und Seite 93, ISBN 3-9804992-5-1
- 2002: Grosse Kunstausstellung Düsseldorf, NRW 2002, Abb. 65, ISSN 0931-0908
- 2002: 100 Jahre Große Kunstausstellung, Verein zur Veranstaltung von Kunstausstellungen, Seite 96, ISBN 3-00-010507-7
- 2001: Grosse Kunstausstellung Düsseldorf, NRW 2001, Abb. 210, ISSN 0931-0908
- 2000: Grosse Kunstausstellung Düsseldorf, NRW 2000, Abb. 211, ISSN 0931-0908
- 2000: XI. Ausstellung der Interessengemeinschaft Duisburger Künstler, 2000, Stiftung Wilhelm Lehmbruck Museum, Seite 64, 65
- 1999: Grosse Kunstausstellung Düsseldorf, NRW 1999, Abb. 311, ISSN 0931-0908
- 1998: X. Ausstellung der Interessengemeinschaft Duisburger Künstler 1998, Wilhelm Lehmbruck Museum Duisburg, Seite 66, 67
- 1998: Grosse Kunstausstellung Düsseldorf, NRW 1998, Abb. 169, ISSN 0931-0908
- 1997: Duisburger Sezession – Katalogmappe (mit Einlegeblättern)
- 1997: Grosse Kunstausstellung Düsseldorf, NRW 1997, Abb. 296, ISSN 0931-0908
- 1996: IX. Ausstellung der Interessengemeinschaft Duisburger Künstler 1996, Wilhelm Lehmbruck Museum Duisburg, Seite 80, 81
- 1996: Grosse Kunstausstellung Düsseldorf, NRW 1996, Abb. 275, ISSN 0931-0908
- 1995: Grosse Kunstausstellung Düsseldorf, NRW 1995, Abb. 54, ISSN 0931-0908
- 1995: Duisburger Sezession – Kunst aus NRW, eine Ausstellung im Ministerium für Bundes- und Europaangelegenheiten des Landes Nordrhein-Westfalen, Seite 50 bis 53 und Seite 95
- 1995: 15 Jahre Goldstr. 15, Seite 14, 20 und 21, ISBN 3-89279-518-5
- 1994: Grosse Kunstausstellung Düsseldorf, NRW 1994, Abb. 138, ISSN 0931-0908
- 1993: Grosse Kunstausstellung Düsseldorf, NRW 1993, Abb. 271, ISSN 0931-0908
- 1993: Duisburger Sezession (und ihre Gäste aus Győr, Lomé, Portsmouth, Vilnius, Wuhan), Seite 68 bis 71, ISBN 3-89279-032-9
- 1992: Grosse Kunstausstellung Düsseldorf, NRW 1992, Abb. 272, ISSN 0931-0908
- 1990: Grosse Kunstausstellung Düsseldorf, NRW 1990, Abb. 172, ISSN 0931-0908
- 1989: Duisburger Sezession – Katalogmappe (mit Einlegeblättern)
- 1983: IV. Ausstellung der Interessengemeinschaft Duisburger Künstler im Wilhelm Lehmbruck Museum der Stadt Duisburg 1983, Seite 66, 67